# Протопопова Віра Вікторівна
Протопопова Віра Вікторівна (нар. 2 березня 1933, Харків) — український учений-ботанік, доктор біологічних наук, професор, провідна наукова співробітниця Інституту ботаніки імені М. Г. Холодного НАН України, почесний член Українського ботанічного товариства.
Засновник наукової школи з вивчення синантропної й адвентивної флори в Україні.

## Життєпис
2 березня 1933 р. — народилася в сім'ї лікарів у Харкові
1941–1944 рр. — навчання в молодших класах шкіл Харкова (Україна), Кизилорди (Казахстан), Чкалова (Росія)
1944 р. — родина Протопопових переїхала до Києва, де Віра продовжила навчання в середній школі № 13
1952-1957 рр. — навчання на біологічному факультеті Київського державного університету імені Тараса Шевченка, спеціальність «біолог-ботанік». Виявила здібності до наукових досліджень
1957 р. — почала працювати молодшою науковою співробітницею Ботанічного саду імені академіка Олександра Фоміна Київського державного університету імені Тараса Шевченка

## Наукова діяльність
1958 р. — початок наукової діяльності, яка була пов'язана з роботою відділу систематики та флористики судинних рослин (у різні роки назва відділу змінювалась) Інституту ботаніки ім. М. Г. Холодного НАН України
1958-1961 рр. — працювала на посаді старшої лаборантки у вище зазначеному інституті
1959 р. — перша експедиція під керуванням професора Котова. Її маршрут охоплював Донбас, Кавказ і Крим. Віра Протопопова зробила своє перше «маленьке ботанічне відкриття» — виявила рідкісну орхідею, кримський ендемічний вид, ремнепелюстник козячий (Himantoglossum caprinum (M. Bieb.) Spreng.)
1961-1964 рр. — навчалася в аспірантурі
1966 р. — успішно захистила кандидатську дисертаційну роботу з теми «Адвентивні рослини Лісостепу і Степу». Науковим керівником був професор, доктор біологічних наук Котов Михайло Іванович. Нагороджена Почесною Грамотою Президії НАН України
1964-1974 рр. — молодша наукова співробітниця
1973 р. — оригінальні матеріали кандидатської дисертації були опубліковані як окрема монографія
1974-1992 рр. — старша наукова співробітниця
1989 р. — захистила докторську дисертацію з теми «Синантропна флора України», основа якої була закладена під час численних експедицій у різні регіони України (Закарпаття, Полісся, Поділля, Причорномор'я, Крим, Донбас та інші), на Кавказ, у Центральну Росію
З 1992 року — провідна наукова співробітниця Інституту ботаніки ім. М. Г. Холодного НАН України
1997 р. — удостоєна Премії НАН України імені М. Г. Холодного за цикл наукових праць «Теоретичні та прикладні аспекти природної диференціації та синантропізації спонтанної флори України»
2004 р. — присвоєно вчене звання «професор»
2003-2006 рр. — працювала професором кафедри біології, читала лекції, проводила навчально-польову практику, консультувала студентів і аспірантів, виступала з доповідями на наукових конференціях у Переяслав- Хмельницькому державному педагогічному університеті імені Григорія Сковороди
2015 — Лауреат Державної премії України в галузі науки і техніки

## Науковий доробок
Протопопова Віра Вікторівна- автор і співавтор більше 200 наукових праць, серед них
- «Визначник рослин України» (1965),
- «Бур'яни України» (1970),
- «Флора європейської частини СРСР» (197, 1979,1981,1994), «Визначник рослин Українських Карпат» (1977),
- «Степові рослини» (1983),
- «Хорологія флори України» (1986),
- «Трав'янисті рослини» (1986),
- «Весняні рослини» (1987),
- «Рослини-мандрівники» (1989),
- «Екофлора України» (2000).
- «Трав'янисті рослини України» (2007),
- «Весняні рослини України» (2007).

До числа наукових інтересів входять також проблеми охорони рослинного світу. Віра Вікторівна — один із активних авторів та учасників підготовки видань Червоної книги України (1978, 1996, 2009) і Червоної книги Азовського регіону 2012.